# 新店 (嘉義縣)
新店，是臺灣嘉義縣義竹鄉的一個傳統地域名稱，位於該鄉中南部，並延伸至西部邊界中南段。相較於今日行政區，其範圍大致包括新店村不含西南端及北部東側凸出部分、新富村西北半部。

## 歷史
台灣日治初期，新店地區為一街庄，稱為「新店庄」，隸屬於龍蛟潭堡。該庄昔日北隔水道與北港仔庄、安溪藔庄為界，東與埤仔頭庄、頭竹圍庄為鄰，東南邊為牛稠底庄，南邊為過路仔庄、芋仔藔庄，西邊隔水道與新塭庄為界。
1901年（日治明治三十四年）11月11日，全台廢縣廳改設二十廳，該庄隸屬於鹽水港廳。1904年（明治三十七年）4月1日，該庄編入「布袋嘴區」，隸屬於鹽水港廳。1906年（明治三十九年）4月1日，鹽水港廳內轄區調整，該庄仍隸屬於「布袋嘴區」。1909年（明治四十二年）10月25日，全台合併二十廳為十二廳，布袋嘴區改隸屬於嘉義廳。1920年（大正九年）10月1日，全台地方制度大改正，廢十二廳改設五州二廳，該庄改制為「新店」大字，隸屬於臺南州東石郡義竹庄。
戰後義竹庄改制為義竹鄉，隸屬於臺南縣，大字亦改制為村。1950年10月25日，雲、嘉、南分治，義竹鄉改隸屬嘉義縣。

## 聚落
本地區發展較早的聚落為新店、汫水港尾（西，已消失）、順天藔（已消失）、汫水港尾（東，已消失）、林仔內（已消失）、西乂溫藔（已消失）等，在日治期初期的官方地圖上已有記載。

## 交通
縣道163號是嘉義至好美里的道路，經過本地區東南端。由該道路東北行可前往義竹鄕義竹市區、鹿草鄉、水上鄉、嘉義市西區，並止於縣道159號路口；西南行可前往布袋鎮，並止於新塭地區的好美里。
鄉道嘉29線是大寮至過路仔的道路，經過本地區主聚落西側。
鄉道嘉30線是新店至新塭的道路，其端點之一在本地區主聚落。

## 學校
- 南興國小